# Incidente em Antioquia

Pedro e Paulo.
Por El Greco, atualmente no Museu Hermitage, em São Petersburgo.

O Incidente em Antioquia é o título-padrão que os historiadores se utilizam para se referir à disputa, nos primeiros anos da Igreja, entre os apóstolos Paulo e Pedro, que ocorreu na cidade de Antioquia por volta do meio do século I d.C. A fonte primária para o incidente é a Epístola aos Gálatas, de Paulo (Gálatas 2:11–14). Desde F.C. Baur, os acadêmicos encontraram evidências de conflitos entre os líderes da igreja antiga. Como exemplo, James D. G. Dunn propôs que Pedro seria um "intermediário" entre as visões conflitantes de Paulo (mais próxima dos gentios) e Tiago, o Justo (mais próxima dos judeus).

## Cristãos gentios e a Torá
Conforme os gentios começaram a se converter do paganismo para o cristianismo, uma disputa surgiu entre os líderes da nascente igreja se eles deveriam ou não observar todos os mandamentos da Lei Mosaica. Em particular, se debatia se os gentios convertidos precisariam ou não ser circuncidados e se precisavam observar as regras alimentares dos judeus. A circuncisão em particular era considerada repulsiva pela cultura helenística.
Provavelmente, de forma completamente independente de Paulo, mas por volta do mesmo período, o assunto dos "gentios e a Torá" também estava sendo debatido entre os rabinos, como relatado no Talmude, e o resultado foi a doutrina da Sete Leis de Noé e a determinação de que "Aos gentios não deve ser ensinada a Torá". Rabino Emden, do século XVIII, era da opinião de que o objetivo original de Jesus e, especialmente, o de Paulo era apenas converter os gentios para as "Sete Leis" e permitir, ao mesmo tempo, que os judeus mantivessem a Lei Mosaica completamente. Veja também a Teologia da dupla aliança.

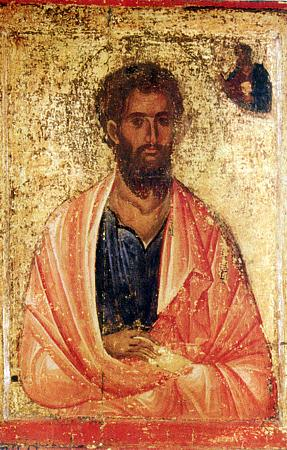
Tiago, o Justo
Ícone russo.

## Concílio de Jerusalém
Paulo saiu de Antioquia e viajou até Jerusalém para discutir a sua missão aos gentios com os "apóstolos e presbíteros" cristãos[nota a]. Descrevendo o resultado desta reunião, Paulo diz que "...eles viram que me havia sido confiado o Evangelho da incircuncisão".
Os Atos dos Apóstolos descrevem a disputa como tendo sido resolvida pelo discurso de Pedro e concluindo com uma decisão por parte de Tiago, o Justo, de que não seria mais requerida a circuncisão dos gentios convertidos. Em Atos, Pedro diz:
| “ | Havendo uma grande discussão, levantou-se Pedro e disse: Irmãos, vós sabeis que há muito tempo Deus escolheu-me dentre vós, para que da minha boca ouvissem os gentios a palavra do Evangelho e cressem. Deus, que conhece os corações, apresentou testemunho a favor deles, dando-lhes o Espírito Santo, como também a nós, e não fez distinção alguma entre nós e eles, purificando os seus corações pela fé. Agora, pois, por que provais a Deus, pondo um jugo sobre a cerviz dos discípulos, o qual nem nossos pais, nem nós podemos suportar? Mas cremos que pela graça do Senhor Jesus seremos salvos, assim como eles. | ” |
|   | — Atos 15:7–11 . |   |

Ao que respondeu Tiago:
| “ | Por isso eu julgo que não se deve perturbar os gentios que se estão convertendo a Deus, mas escrever-lhes que se abstenham das viandas oferecidas aos ídolos, da fornicação, dos animais sufocados e do sangue. | ” |
|   | — Atos 15:19–20 . |   |

Este "Decreto Apostólico" ainda é observado pelos gregos ortodoxos.
Porém, a autenticidade histórica dos Atos dos Apóstolos é, em si, disputada.

## O incidente

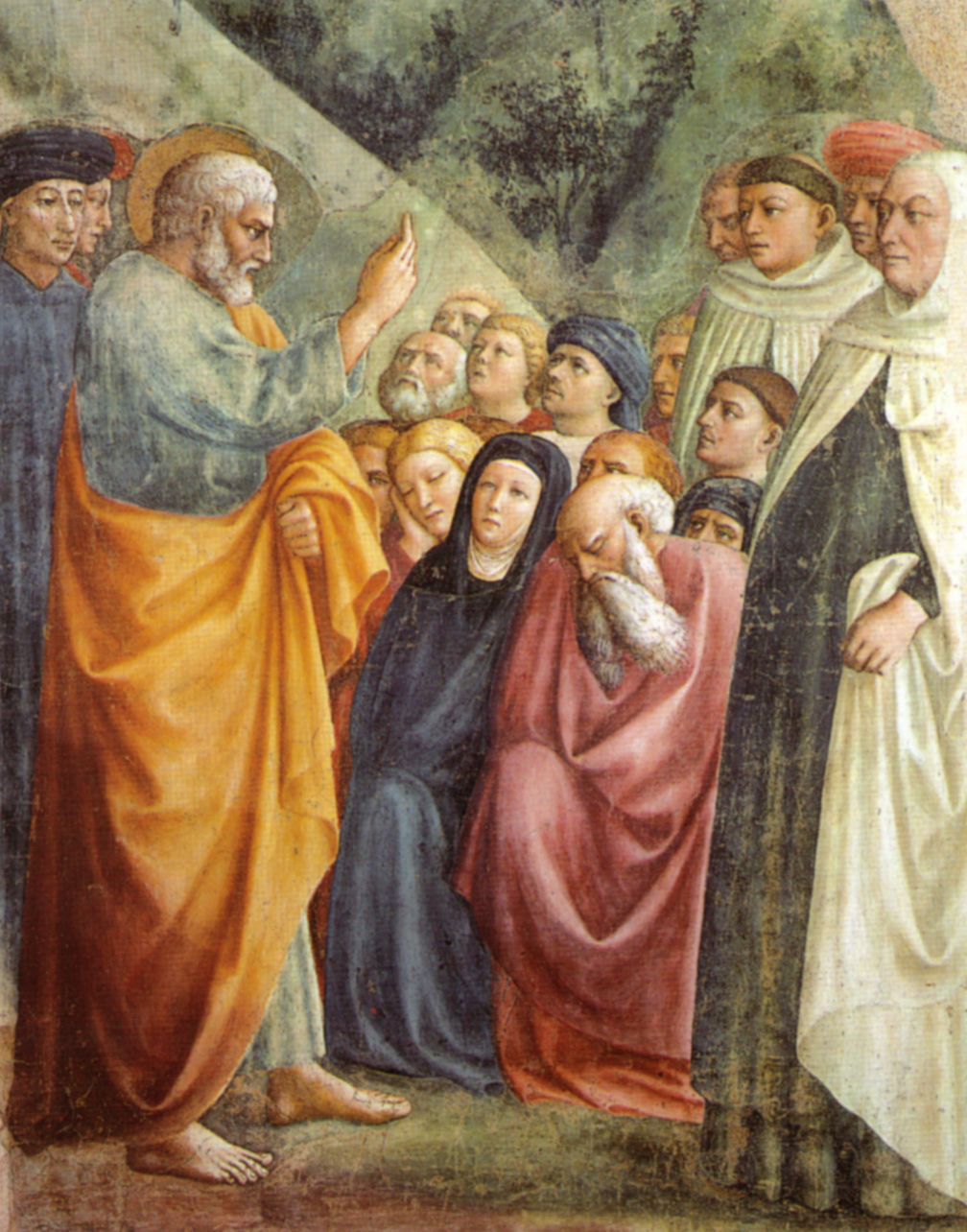
Pedro pregando.
Por Masolino da Panicale, na Capela Brancacci, em Florença.

De acordo com a Epístola aos Gálatas, capítulo 2, Pedro viajou para Antioquia e lá teve um confronto com Paulo. A epístola não diz exatamente se isso aconteceu antes ou depois do Concílio de Jerusalém, mas o incidente é mencionado nela logo após uma reunião em Jerusalém, que os acadêmicos hoje consideram como sendo o concilio:
| “ | Quando, porém, Cefas [Pedro] veio a Antioquia, resisti-lhe na cara porque era condenado. Pois antes de chegarem alguns da parte de Tiago, ele comia com os gentios; mas quando eles vieram, subtraía-se e separava-se temendo os que eram da circuncisão. Os outros judeus também dissimularam juntamente com ele, de modo que até Barnabé foi levado com eles na sua dissimulação. | ” |
|   | — Gálatas 2:11–13. |   |

Para o desapontamento de Paulo, o resto dos judeo-cristãos de Antioquia ficaram ao lado de Pedro, incluindo o seu parceiro de longa data, Barnabé.
Os Atos relatam um confronto entre Paulo e Barnabé logo depois do Concílio de Jerusalém, mas ali se lê que a razão foi a aptidão de João Marcos para se juntar ao grupo missionário de Paulo (Atos 15:36–40).
Há algum debate sobre se a confrontação foi realmente entre Paulo e Pedro ou se foi entre o primeiro e um dos setenta discípulos da época, que também se chamava Pedro. Em 1708, um jesuíta francês, Jean Hardouin, escreveu uma dissertação que argumenta que "Pedro" era na realidade "outro Pedro", destacando assim a ênfase ao utilizar o nome aramaico Cefas (Pedro).

## Resultado
O resultado final do incidente permanece incerto. A Enciclopédia Católica afirma que "o relato de Paulo sobre o incidente não deixa dúvidas de que Pedro viu justiça na reprimenda". Em contraste, a obra "From Jesus to Christianity", de L. Michael White, alega que "o confronto com Pedro foi um falha completa, uma bravata política, e Paulo logo deixou Antioquia como persona non grata para nunca mais voltar".
De acordo com a tradição da Igreja, Pedro e Paulo ensinaram juntos em Roma e fundaram ali o cristianismo. Eusébio de Cesareia cita Dionísio de Corinto como tendo afirmado que "Eles  ensinaram juntos dessa forma na Itália e sofreram o martírio na mesma época". Isso indica que eles se reconciliaram. Em II Pedro 3:14-16, as epístolas paulinas são referidas como sendo "escritura", o que indica o respeito do autor (supostamente, Pedro) por pela autoridade apostólica de Paulo.